# Luigi Capotosti
Luigi Capotosti (ur. 23 lutego 1863 w Monte Giberto, zm. 16 lutego 1938 w Rzymie) – włoski duchowny katolicki, wysoki urzędnik Kurii Rzymskiej, kardynał.

## Życiorys
Ukończył Wyższe Archidiecezjalne Seminarium Duchowne w Fermo, gdzie uzyskał doktorat z teologii. Święcenia kapłańskie otrzymał 19 września 1885 z rąk kardynała Amilcare Malagola, arcybiskupa Fermo. Przez kolejne 10 lat był osobistym sekretarzem szafarza swoich święceń. Od roku 1895 sekretarz nowego metropolity Fermo Roberto Papiriego. Oprócz tego wykładał w swej alma mater i pracował w kurii archidiecezjalnej. Jako dyrektor służył również w dwóch szkołach religijnych.
8 kwietnia 1908 otrzymał nominację na biskupa diecezji Modigliana. Sakry udzielił mu Carlo Castelli, arcybiskup Fermo. 8 czerwca 1914 powołany został do pracy w Kurii Rzymskiej, gdzie miał pełnić funkcję sekretarza Świętej Kongregacji ds. Dyscypliny Sakramentów. W styczniu 1915 otrzymał stolicę tytularną Terme.
Na konsystorzu z czerwca 1926 otrzymał kapelusz kardynalski. Od 29 lipca 1931 sprawował urząd Datariusza Jego Świątobliwości. W latach 1935–1936 kamerling Świętego Kolegium Kardynałów. Zmarł nocą, po przebytych kilku operacjach. Pochowany został na Campo Verano.